# مانشستر يونايتد موسم 2002–03
كان موسم 2002–03 هو الموسم الحادي عشر لمانشستر يونايتد في الدوري الإنجليزي الممتاز، والموسم الثامن والعشرون على التوالي في الدرجة الأولى لكرة القدم الإنجليزية.  وشهد هذا الموسم استعادة النادي لقب الدوري الإنجليزي الممتاز، بعد عام واحد فقط من احتلاله المركز الثالث، وهو أدنى مركز له في تاريخ الدوري الإنجليزي الممتاز. وصل يونايتد أيضًا إلى نهائي كأس الرابطة، حيث خسر 2–0 أمام ليفربول، وخرج من كأس الاتحاد الإنجليزي في الجولة الخامسة على يد الفائز في النهاية أرسنال، الذي كان متقدمًا بثماني نقاط في صدارة جدول الدوري في مارس. وصل يونايتد أيضًا إلى ربع نهائي دوري أبطال أوروبا، حيث خسر بنتيجة 6–5 في مجموع المباراتين أمام حامل اللقب ريال مدريد.